# George Townsend
George Townsend (* 1769 in Lattingtown, Nassau County, Provinz New York; † 17. August 1844 ebenda) war ein US-amerikanischer Politiker. Zwischen 1815 und 1819 vertrat er den Bundesstaat New York im US-Repräsentantenhaus.

## Werdegang
George Townsend wurde ungefähr sechs Jahre vor dem Ausbruch des Unabhängigkeitskrieges in der Township von Oyster Bay geboren und wuchs dort auf. Mit zunehmendem Alter ging er landwirtschaftlichen Tätigkeiten nach. Politisch gehörte er der von Thomas Jefferson gegründeten Demokratisch-Republikanischen Partei an. Bei den Kongresswahlen des Jahres 1814 wurde Townsend im ersten Wahlbezirk von New York in das US-Repräsentantenhaus in Washington, D.C. gewählt, wo er am 4. März 1815 die Nachfolge von John Lefferts und Ebenezer Sage antrat, welche zuvor zusammen den ersten Distrikt im US-Repräsentantenhaus vertraten. Da er im Jahr 1818 auf eine dritte Kandidatur verzichtete, schied er nach dem 3. März 1819 aus dem Kongress aus. Er starb am 17. August 1844 in seiner Geburtsstadt.